# Equipe croata na Copa Billie Jean King
A equipe croata na Copa Billie Jean King representa a Croácia na Copa Billie Jean King, principal competição de tênis feminina por equipes do mundo. É administrada pela Hrvatski teniski savez.

## História
A Croácia competiu pela primeira vez em 1992. Seu melhor resultado foi as quartas de final de 2002.

## Última convocação
Para o Grupo I da Europa/África de 2023, em abril:
- Tara Würth
- Antonia Ružić
- Petra Marčinko
- Lucija Ćirić Bagarić